# Jaźń w filozofii indyjskiej
Jaźń w filozofii indyjskiej – zasada wewnętrzna, indywidualna jaźń istoty ludzkiej. Rozpoznanie jaźni zachodzi poprzez sukces w poszukiwaniach poprzez praktyki medytacyjne lub na skutek jej samoobjawienia się. Jaźń określana jest od różnymi terminami, zależnie od rozpatrywanego kierunku filozoficznego (darśana). Równocześnie postuluje się istnienie na najwyższym poziomie, jaźni obejmującej wspólnie każdą pojedynczą indywidualną jaźń. Istota dążeń dewocyjnych i ascetycznych w religii hinduistycznej bywa obejmowana określeniem religii Jaźni.

## Terminologia
Upaniszady prezentują jaźń, jak i jej siedzibę w symbolu twierdzy.
- Zależnie od rozpatrywanego nurtu hinduizmu, indywidualna jaźń istoty ludzkiej określana jest następującymi terminami:
  - purusza,
  - nara, dźiwa[5],
  - atman, dźiwatman,
  - sakala, atiwahikatman, antaratman,
  - aham[6],[7]

- Napotkać można poglądy, że każdej ze sfer egzystencji (loka) lub subtelnym ciałom odpowiednim dla danej sfery egzystencji (śarira), przynależą odrębne jaźnie. Abhinawagupta wyróżnia tą drogą następujące rodzaje jaźni (atman): bahjatman, bhutatman, atiwahikatman, antaratman, paramatman[8].
- Abhinawagupta wyróżnia również jaźnie: wiśwa, tajdźasa, pradźńa. W tym ujęciu, zmiana stanu świadomości powoduje, że jaźń odpowiednia dla danego ciała przejmuje funkcje nadzorczą[9].

## Odmienność od umysłu i ego
Filozofia indyjska określa jaźń jako podmiot odrębny od umysłu (ćitta). W jodze klasycznej ćitta rozumiana jest jako podmiot w procesach poznania i utożsamiana z empirycznym ja jednostki, empiryczną świadomością. Umysł przesłania jaźń, bywa też postrzegany jako ciało jaźni. Jogin podporzadkowuje sobie umysł za pomocą intelektu. Gdy umysł zostanie całkowicie uwolniony od myśli, pojawi się doświadczenie światła Jaźni. Umysł roztapia się w jaźni, następnie przybiera formę jaźni, jednak nie przestaje istnieć (choć stan ten bywa nazywany śmiercią umysłu), pozostaje żywy i może uzyskiwać moc jaźni.

## Metody doświadczenia jaźni
- odnalezienie obserwatora myśli. Wystarczy badać, kto obserwuje myśli a wytrwałość w tym przyniesie poznanie jaźni[16]
- percepcja przestrzeni (pustki) pomiędzy wdechem i wydechem
- rozbudzenie energii kundalini w kanale suszumnanadi
- pomoc guru. Zrozumienie jaźni może nastąpić dzięki ukazaniu jej uczniowi przez prawdziwego guru[17]
- poznanie bezpośrednie jaźni (nazywane widźńana) wywoływane jest w samadhi. Poznanie pośrednie zachodzi dzięki guru[18]
- atmawićara

## Recepcja w doktrynach hinduistycznych

### Śankara
W ujęciu Adi śankaraćarji jaźń to atman, pozornie różny od dźiwy dla jednostki uwikłanej w iluzję świata (maję).

### Ramana Mahariszi
Ramana naucza, że jaźń jest samoośwetlającą się realnością, która się samoprzejawia. Stanowi przejawienie się Brahmana.
Zaleca osiągnięcie umiejętności utrzymywania umysłu w jaźni
.

### Purnajoga
W nauczaniu jogi integralnej, Śri Aurobindo właściwą jaźń człowieka określa terminem sat-ćit-ananda. Jej doświadczenie następuje po pełnej transformacji wnętrza jogina, przebiegającego wskutek otwarcia na działanie Śakti.

### Siddhajoga
Swami Muktananda Paramahansa problematykę jaźni porusza w książce „Dokąd idziesz”.
- Każdy jest już gotowy na oświecenie i nigdy jaźni nie utracił[22]. Wystarczy badać, kto obserwuje myśli a wytrwałość w tym przyniesie poznanie jaźni[23]

- Medytując spokojnie możemy sprawić, aby Jaźń zamanifestowała się przed nami[24]. Dzięki medytacji osiąga się poznanie Jaźni, swojej wewnętrznej zasady. Poznanie Jaźni nie następuje zmysłami ani umysłem, ponieważ to Jaźń jest obserwatorem[25]. Doświadczenie Jaźni powoduje wewnętrzną rewolucję w ciałach subtelnych i umyśle człowieka, sadhaka zostaje przeobrażony. Odtąd inaczej odbiera zewnętrzny świat i ludzi. Muktananda podaje, że w Jaźni zawiera się teraz cały wszechświat. Jest to czysta i głęboka świadomość ja jestem. To ona odpowiada na praktyki religijne ludzi, życzenia i modlitwy kierowane do jakiegokolwiek boga. Ryszi przydają jej przymioty sat-ćit-ananda, to to w nas, które wie. Jest świadkiem umysłu, jest obserwatorem gdy używamy zmysłów – dlatego poprzez zmysły jest nieosiągalna. Siebie samą poznać może tylko poprzez medytacje.
- Gdy umysł ludzki stopi się z Jaźnią, osiąga anandę i ból tego świata nie może go dotknąć. Pomocne w tym jest obudzenie kundalini: umysł zwraca się w głąb i wycisza, prowokując samoobjawienie się Jaźni[26].
- Muktananda namawia do poszukiwań Jaźni, nawet dla zdobycia własnej trwałej radości. Samorealizację definiuje jako rozpuszczenie (laja) umysłu w Jaźni i zjednoczenie z nią (umysł przybiera formę Jaźni) – chociaż nadal jest żywy, zmienia się jego charakter na bardziej introwertywny. Osiąga też dostęp do siddhi przynależnych naturze Jaźni.
- Doświadczaną w medytacjach Jaźń śiwaizmu kaszmirskiego określa terminem Błękitna Perła. Medytacja typu sawikalpasamadhi pozwala doświadczać formy Jaźni jako jaskrawych barw i oślepiającej jasności.

### Krijajoga
Ostatecznym celem życia człowieka jest urzeczywistnienie jaźni, która jest dostępna percepcji medytującego człowieka. Jaźń atma to forma w jakiej wewnątrz człowieka istnieje bóg, którego cały wszechświat jest manifestacją. Dla tych, którzy osiągnęli percepcję jaźni, staje się ona przewodnikiem. Dla pozostałych ludzi atma jest ich nierozpoznanym świadkiem, czuwającym również podczas stanu marzeń sennych i snu głębokiego.

## Buddyzm
Zależnie od rozpatrywanego nurtu pojęcie jaźni określane jest w terminach:
- anatman

Anatman rozumie się jako nawykowo błędnie przyjmowaną tożsamości „ja”, źródło cierpienia dukkha. Tożsamość ta wydaje się być pojedyncza, niezależna i niezmienna, pomimo że wszystkie mentalno-materialne czynniki na bazie których owa tożsamość jest projektowana, nie są w żaden sposób pojedyncze, niezależne i niezmienne.
- tathagatagarbha

Buddyjska mahajana wyróżnia termin natura Buddy, tłumaczony jako przyczyna i podstawowy warunek, dzięki któremu staje się możliwym osiągnięcie oświecenia, czyli stanu Buddy. Termin ten, choć potocznie można tłumaczyć jako naturę umysłu i rzeczywistości i odnosić do „ostatecznej” tożsamości, rozumieć jednak należy jedynie poprzez doktryny filozoficzne czittamatra i madhjamaka poza jakimikolwiek poglądami nihilizmu czy eternalizmu.
- Kōdō Sawaki:

„Brak jaźni” znaczy, że „ja” nie jest oddzielnym podmiotem. Kiedy „ja” nie jestem oddzielnym podmiotem, wtedy wypełniam cały wszechświat. To, że wypełniam cały wszechświat, jest tym, co mam na myśli mówiąc „wszystkie rzeczy są prawdziwą formą.